# Julia Hartmann (Schauspielerin)

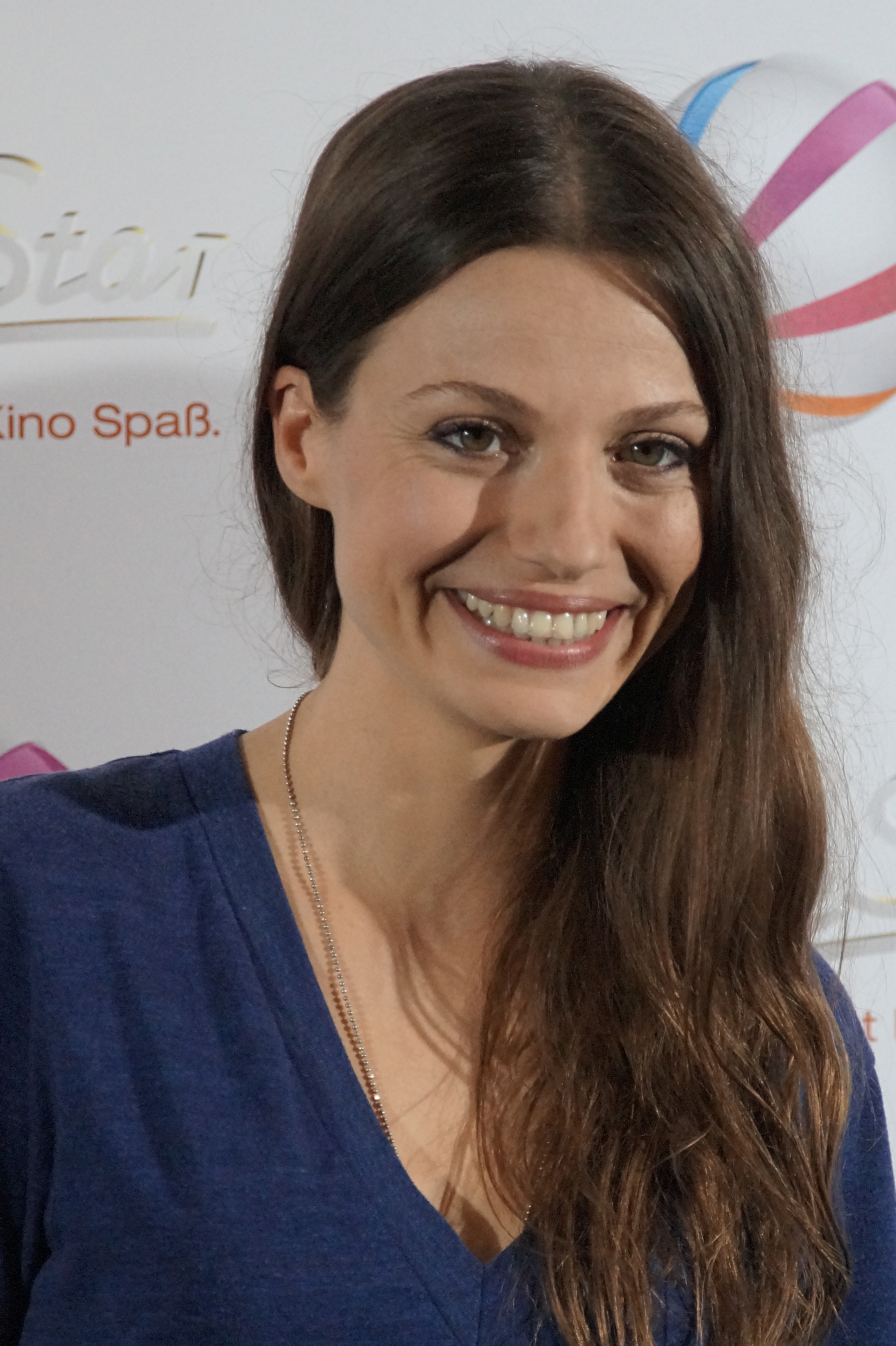
Julia Hartmann (2016)

Julia Hartmann (* 9. Juli 1985 in Ost-Berlin) ist eine deutsche Theater-, Kino- und TV-Schauspielerin.

## Leben
Hartmann stammt aus einer Künstlerfamilie. Ihr Vater war in der DDR Theaterdramaturg, ihre Mutter Tänzerin. Mit elf Jahren stand sie zum ersten Mal vor der Kamera, seitdem war sie in verschiedenen Film- und Fernsehproduktionen zu sehen. Von 2004 bis 2008 absolvierte sie ein Studium an der Schauspielschule Bochum. Im dritten Studienjahr wurde sie auf Veranlassung ihres Halbbruders, des Regisseurs Sebastian Hartmann, am Wiener Burgtheater engagiert, wo sie die Julia in Shakespeares Romeo und Julia spielte. In der Spielzeit 2007/2008 war sie festes Ensemblemitglied des Burgtheaters und danach bis zur Spielzeit 2009/2010 dort in verschiedenen Inszenierungen als Gast zu sehen. Am Schauspielhaus Bochum spielte sie von 2007 bis 2009 die Braut in Die Kleinbürgerhochzeit von Bertolt Brecht. Diese Inszenierung gewann beim Theatertreffen deutschsprachiger Schauspielstudierender in Salzburg den Ensemble- und Publikumspreis.
Seit einem Auftritt an der Seite von Matthias Schweighöfer und Christian Tramitz in der österreichisch-deutschen Kinokomödie 3faltig im Jahr 2010 war sie auch mehrfach in Kinofilmen zu sehen.
Hartmann lebt in Berlin.

## Filmografie

### Kino
- 2010: 3faltig
- 2011: What a Man
- 2012: Schlussmacher
- 2014: Alles ist Liebe
- 2017: Einmal bitte alles
- 2018: Hilfe, ich hab meine Eltern geschrumpft
- 2018: Jenseits des Spiegels
- 2021: Hilfe, ich habe meine Freunde geschrumpft
- 2022: JGA: Jasmin. Gina. Anna.
- 2022: Beule – Zerlegt die Welt

### Kurzfilme
- 2003: Fahnenflucht
- 2004: Black Sun – Installation USA und Berlin von Sue de Beer
- 2005: Von Liebe war nie die Rede – FH Dortmund
- 2007: Halbe Stunde – HFF München
- 2009: Nach den Jahren – HFF Konrad Wolf (Nominierung Deutscher Kurzfilmpreis 2010)
- 2009: The Astronaut On The Roof – Berlinale Talent Campus
- 2015: Allein unter Irren – Filmakademie Baden-Württemberg
- 2018: Dienstag Abend
- 2020: Kintsugi

### Fernsehen
- 1996: Ein Bernhardiner namens Möpschen
- 2000: Eine Handvoll Glück
- 2003: Für alle Fälle Stefanie (Fernsehserie, 1 Folge)
- 2004/2009: SOKO Wismar (Fernsehserie)
  - 2004: Katz und Maus
  - 2009: Yachtsaison
- 2005: Großstadtrevier – Junge Liebe, alter Wein (Fernsehserie)
- 2006: GSG 9 – Ihr Einsatz ist ihr Leben – Paradies (Fernsehserie)
- 2008: Insel des Lichts
- 2008: Vom Atmen unter Wasser
- 2008: SOKO Köln – Bauerntod (Fernsehserie)
- 2008: Crashpoint – 90 Minuten bis zum Absturz
- 2009: Geld.Macht.Liebe (Fernsehserie, 2 Folgen)
- 2009: Lasko – Die Faust Gottes – Der Fluch (Fernsehserie)
- 2009/2012: Alarm für Cobra 11 – Die Autobahnpolizei (Fernsehserie)
  - 2009: Codename Tiger
  - 2012: Zerbrochen
- 2010: Lasko – Die Faust Gottes – Blackout (Fernsehserie)
- 2010: Tatort – Am Ende des Tages
- 2010: Schnell ermittelt – Georg Vitter (Fernsehserie)
- 2011: Wilsberg – Frischfleisch (Fernsehfilmreihe)
- 2010: Der Clan
- 2011: SOKO Stuttgart – Wer schön sein will (Fernsehserie)
- 2012: Inga Lindström – Sommer der Erinnerung (Fernsehfilmreihe)
- 2012: Countdown – Die Jagd beginnt – Die Polizistin (Fernsehserie)
- 2012: Herr und Frau Dr. Schmidt RTL Pilot
- 2012: In aller Freundschaft  (Fernsehserie, 1 Folge)
- 2013: SOKO Leipzig – Wohlfühl GmbH (Fernsehserie)
- 2013: Katie Fforde – Eine teure Affäre (Fernsehfilmreihe)
- 2013/2019: Letzte Spur Berlin
  - 2013: Zenit
  - 2019: Sommersonnenwende
- 2013/2014: Add a Friend (20 Folgen)
- 2014: Frauenherzen
- 2014: SOKO Leipzig – Der Zobel (Fernsehserie)
- 2014: Der Staatsanwalt (Fernsehserie, 1 Folgen)
- 2014: Schmidt – Chaos auf Rezept (8 Folgen, Comedyserie)
- 2014: Der letzte Bulle (Fernsehserie, 5 Folgen)
- 2014: Warum ich meinen Boss entführte
- 2015: Liebe am Fjord – Unterm Eis (Fernsehfilm)
- 2015: Frauenherzen (Fernsehserie, 6 Folgen)
- 2015: Opa, ledig, jung
- 2015: Wilsberg – 48 Stunden (Fernsehfilmreihe)
- 2015: Eine wie diese
- 2016: Drei Väter sind besser als keiner
- 2016: Volltreffer
- 2016: Der Chef ist tot
- 2017: Eva über Bord
- 2018: Chaos-Queens: Ehebrecher und andere Unschuldslämmer (Fernsehserie)
- 2018: Einstein – Dr. Rössler (Fernsehserie)
- 2018: Kroymann (Satiresendung, 1 Folge)
- 2018: Der Kriminalist (Fernsehserie) – Grenzgang (Fernsehserie)
- 2019: Jerks. – Rausch (Fernsehserie)
- 2019: Auf einmal war es Liebe
- 2019: Käthe und ich (Fernsehreihe, 2 Folgen)
  - 2019: Dornröschen
  - 2019: Das Findelkind
- 2020: Ein starkes Team: Abgetaucht (Fernsehfilmreihe)
- 2020: Der Usedom-Krimi: Vom Geben und Nehmen (Fernsehfilmreihe, 1 Folge)
- 2022: Blind ermittelt – Die nackte Kaiserin (Fernsehreihe)
- 2022: Der Alte (Fernsehserie, Folge: Alte Freunde)
- 2022: Erzgebirgskrimi – Tödliche Abrechnung (Fernsehreihe)
- 2024: Mandat für Mai (Fernsehreihe)

## Theater
- 1998–1999: Kalter Plüsch, Kunsthaus Tacheles / Impulse (Theaterfestival), „Blumenkind“, Regie: Sebastian Hartmann
- 2001: Traumspiel, Volksbühne Berlin, „Mädchen“, Regie: Sebastian Hartmann
- 2007: Die Kleinbürgerhochzeit, Schauspielhaus Bochum, „Braut“, Regie: Wolf-Dietrich Sprenger
- 2007: Romeo und Julia, „Julia“, Burgtheater Wien, Regie: Sebastian Hartmann
- 2008: Das Leben der Boheme, Burgtheater Wien, „Mimi“, Regie: Phillip Jenkins
- 2008: Der mystische Grund der Zivilisation, Burgtheater Wien, „Linus/Liberty“, Regie: Michael Höppner
- 2009: So leben wir und nehmen immer Abschied, Burgtheater Wien, „Das Mädchen“, Regie: Franz Wittenbrink
- 2011: Richtig alt, so 45, Landestheater Linz, „Millie“, Regie: Christian Wittmann
- 2011: Casanova, Centraltheater Leipzig, „Klara“, Regie: Martina Eitner-Acheampong

## Sonstiges
- 1990–2002: Private Tanzausbildung
- 2003: Regiepraktikum am Deutschen Schauspielhaus Hamburg
- Schauspielcoaching bei Sigrid Andersson